# Zlatá Baňa
Zlatá Baňa este o comună slovacă, aflată în districtul Prešov din regiunea Prešov. Localitatea se află la altitudinea de 544 m deasupra n.m., se întinde pe o suprafață de 31,73 km2 și în 2017 număra 470 de locuitori.

## Istoric
Localitatea Zlatá Baňa este atestată documentar din 1550.

## Demografie
| An:                | 1994 | 2004   | 2014   | 2024   |
| ------------------ | ---- | ------ | ------ | ------ |
| Număr de persoane: | 406  | 416    | 451    | 431    |
| Diferență:         |      | +2,46% | +8,41% | −4,43% |

| An:                | 2023 | 2024   |
| ------------------ | ---- | ------ |
| Număr de persoane: | 445  | 431    |
| Diferență:         |      | −3,14% |